# 张冲 (前凉)
张冲（?—?），表字长思，敦煌郡（今甘肃省敦煌市）人，十六国时期前凉将领。
张冲家财巨万，都散给乡闾。时人为他歌谣：“推财不疑张长思”。张冲后来担任金城郡太守，346年，后赵将军王擢攻打张重华，袭击武街，抓获了护军曹权、胡宣，将七千多户百姓迁徙到雍州。凉州刺史麻秋、将军孙伏都攻打金城，太守张冲请求投降，凉州人十分震惊恐惧。